# Championnat de Syrie de football 1995-1996
Navigation
Saison 1991-1992 Saison 1996-1997
La saison 1995-1996 du Championnat de Syrie de football est la vingt-et-cinquième édition du championnat de première division en Syrie. Les quatorze meilleurs clubs du pays sont regroupés au sein d'une poule unique où ils s'affrontent deux fois au cours de la saison, à domicile et à l'extérieur. En fin de saison, les quatre premiers jouent la phase finale pour le titre tandis que les deux derniers sont relégués et remplacés par les deux meilleurs clubs de deuxième division.
C'est le club d'Al-Karamah SC qui remporte le championnat cette saison, après avoir terminé en tête du classement final puis battu Hutteen SC en finale nationale. C'est le quatrième titre de champion de Syrie de l'histoire du club, qui réussit le doublé en s'imposant en finale de la Coupe de Syrie face à Jableh SC.

## Les clubs participants
| - Al Futuwa Deir ez-Zor - Al-Karamah SC - Al Ittihad Alep - Jableh SC - Al Barada Damas - Promu de D2 - Al Shorta Damas - Al Shorta Alep - Promu de D2 | - Tishreen SC - Hutteen SC - Al Wahda Damas - Al Jihad Damas - Hurriya SC - Al Jaish Damas - Promu de D2 - Al Majd Damas - Promu de D2 |

## Compétition

### Classement
Le barème utilisé pour établir le classement est le suivant :
- Victoire : 3 points
- Match nul : 1 point
- Défaite : 0 point

| Rang | Équipe                   | Pts | J  | G  | N  | P  | Bp | Bc | Diff |
| ---- | ------------------------ | --- | -- | -- | -- | -- | -- | -- | ---- |
| 1    | Al-Karamah SCC           | 62  | 26 | 19 | 5  | 2  | 46 | 21 | +25  |
| 2    | Hutteen SC -2            | 51  | 26 | 16 | 5  | 5  | 37 | 26 | +11  |
| 3    | Tishreen SC              | 45  | 26 | 12 | 9  | 5  | 42 | 28 | +14  |
| 4    | Hurriya SC               | 44  | 26 | 13 | 5  | 8  | 42 | 26 | +16  |
| 5    | Jableh SC                | 44  | 26 | 12 | 8  | 6  | 38 | 30 | +8   |
| 6    | Al Ittihad AlepT -1      | 40  | 26 | 11 | 8  | 7  | 24 | 23 | +1   |
| 7    | Al Majd DamasP           | 35  | 26 | 9  | 8  | 9  | 23 | 25 | -2   |
| 8    | Al Wahda Damas -1        | 34  | 26 | 10 | 4  | 12 | 32 | 24 | +8   |
| 9    | Al Jaish DamasP -2       | 29  | 26 | 8  | 7  | 11 | 25 | 30 | -5   |
| 10   | Al Shorta Damas          | 29  | 26 | 6  | 11 | 9  | 16 | 24 | -8   |
| 11   | Al Futuwa Deir ez-Zor -1 | 23  | 26 | 6  | 6  | 14 | 34 | 41 | -7   |
| 12   | Al Jihad Damas -8        | 18  | 26 | 5  | 5  | 11 | 21 | 27 | -6   |
| 13   | Al Barada DamasP         | 15  | 26 | 3  | 6  | 17 | 19 | 43 | -24  |
| 14   | Al Shorta AlepP -2       | 10  | 26 | 2  | 6  | 14 | 14 | 45 | -31  |

|  | Qualification pour la phase finale                                                    |
|  | Relégation directe en deuxième division                                               |
|  | T : Tenant du titre C : Vainqueur de la Coupe de Syrie P : Promu de deuxième division |

- Les raisons des pénalités données aux clubs ne sont pas connues.

### Matchs

#### Phase finale
Demi-finales
| Équipe 1      | Résultat | Équipe 2    |
| ------------- | -------- | ----------- |
| Al-Karamah SC | -        | Hurriya SC  |
| Hutteen SC    | -        | Tishreen SC |

Finale
| Équipe 1      | Résultat | Équipe 2   |
| ------------- | -------- | ---------- |
| Al-Karamah SC | -        | Hutteen SC |

## Bilan de la saison
| Championnat de Syrie de football 1995-1996                        |                          |
| Champion                                                          | Al-Karamah SC (4e titre) |
| Coupes et trophées                                                |                          |
| Vainqueur de la Coupe de Syrie 1995-1996                          | Al-Karamah SC            |
| Qualifications continentales                                      |                          |
| Coupe d'Asie des clubs champions 1996-1997                        | Aucun                    |
| Coupe d'Asie des vainqueurs de coupe 1996-1997                    | Aucun                    |
| Promotions et relégations                                         |                          |
| Promus en Syrian League                                           | Al Wathba Homs           |
| Promus en Syrian League                                           | Al Yaqza                 |
| Relégués en Championnat de Syrie de football de deuxième division | Al Barada Damas          |
| Relégués en Championnat de Syrie de football de deuxième division | Al Shorta Alep           |